# Banverket
Pour les articles homonymes, voir BV.
 (décembre 2023).
Si vous disposez d'ouvrages ou d'articles de référence ou si vous connaissez des sites web de qualité traitant du thème abordé ici, merci de compléter l'article en donnant les références utiles à sa vérifiabilité et en les liant à la section « Notes et références ».
Banverket (BV) est le gestionnaire public du réseau ferroviaire suédois. Banverket est né de la scission opérée en 1988 de l'ancienne compagnie des chemins de fer suédois en deux entités, l'une chargée de gérer l'infrastructure, l'autre qui a conservé le nom de SJ (Statens Järnvägar), chargée de l'exploitation des services de transport tant voyageurs que fret.
Banverket emploie environ 6500 salariés.

## Missions
Banverket est l'interlocuteur de toutes les entreprises ferroviaires exploitant des services en Suède, y compris le lien fixe de l'Öresund (pont-tunnel reliant la Suède au Danemark). C'est Banverket qui attribue les sillons horaires et qui facture les redevances d'accès au réseau.
Banverket assure l'entretien du réseau ainsi que sa modernisation et son développement. Depuis le 1er juillet 2001, les travaux de maintenance, au-delà d'un certain seuil, font l'objet de marchés publics, conformément à la directive européenne 93/98, et sont donc mis aux enchères au niveau européen.

## Le réseau
Le réseau géré par Banverket représente 14 300 km de lignes à voie normale, soit 84 % du total des lignes ferroviaires existant en Suède. 7 200 km sont électrifiés en courant alternatif 15 kV 16 2/3 Hz. C'est le réseau principal, appartenant à l'État, dont 50 % sont des grandes lignes, et le reste des lignes régionales et locales. Ce réseau ne comprend pas entre autres les voies de SL (Storstockholms Lokaltrafik), qui gère les transports en commun de Stockholm.
Banverket gère également le réseau de télécommunications en fibres optiques, de 13 000 km de long, installé le long de ses voies. Ce réseau de télécommunication sert en priorité à l'exploitation ferroviaire, notamment pour la signalisation et les communications de sécurité, mais les capacités excédentaires sont louées à des tiers.

## Le matériel roulant
Pour la maintenance du réseau, Banverket dispose d'un parc composé notamment de :
- 5 locomotives électriques, assez anciennes (les plus récentes d'origine ÖBB ont été construites en 1971) ;
- 50 locomotives Diesel, dont 12 MAK/Vossloh de 1 500 kW construites en 1998 ;
- 30 chasse-neige ;
- une cinquantaine de locotracteurs plus légers.